# Кузбасская топливная компания
Акционерное общество «Кузбасская топливная компания» (АО "КТК") — российская компания, производитель энергетического угля. Производственные активы компании включают четыре действующих и один проектируемый угольный разрез, две обогатительные фабрики, формирующие единый производственный кластер в Беловском районе Кемеровской области. Штаб-квартира компании расположена в Кемерово.

## История
Компания основана в 2000 году как государственное унитарное предприятие администрацией Кемеровской области. Возглавил компанию, создаваемую при поддержке властей, бывший первый заместитель главы администрации Кемеровской области Игорь Прокудин (тогда же он возглавил созданное администрациями Кемеровской и Новосибирской областей «для снабжения углем населения» ООО «Кенотэк»). В 2001 году ГУП был акционирован, а впоследствии акции компании были приобретены её руководством.
В 2003 году компания получила первую лицензию на разработку угольного месторождения. Ещё через год была начата добыча угля. В 2006 году КТК и ООО «Кенотэк» объединились.
В декабре 2011 года компания стала победителем аукциона на право пользования недрами разреза «Брянский» с запасами в размере 250 млн тонн угля по категории С2. Разрез расположен в непосредственной близости от существующих инфраструктурных и добывающих активов.

## Собственники и руководство
Основными владельцами компании являлись её генеральный директор Игорь Прокудин (50,001 %) и председатель совета директоров Вадим Данилов (15,6 %). В 2010 году компания провела IPO, её акции торговались на ММВБ/РТС и впоследствии на Московской бирже. В свободном обращении (free-float) находилось 34,4 % акций, которые распределены между более чем 25 российскими и иностранными инвестиционными фондами.
В мае 2019 года компания сменила владельцев — Прокудин и Данилов продали свои доли. В результате Михаил Гуцериев и его сын Саид получили 19% КТК, а давние знакомые и партнеры Гуцериева Искендер Халилов и Виктор Пичугов — почти 50% акций компании. На бирже их суммарный пакет (66,85%) в момент сделки стоил около 13 млрд рублей.
В 2022 году семья Гуцериевых вышла из состава акционеров КТК.

## Деятельность
Компания специализируется на добыче энергетического угля. Компании принадлежат угольные разрезы Караканский-Южный, Виноградовский, Черемшанский, Листвяничный. Добываемый уголь имеет низкое содержание золы, серы, азота и кальция и отличается относительно высокой калорийностью.
Добыча угля осуществляется на четырех разрезах, расположенных на территории Кузнецкого бассейна. Помимо добывающих мощностей компания имеет развитую производственно-транспортную инфраструктуру, включая собственную железнодорожную сеть и соответствующие объекты, что позволяет ей осуществлять транспортировку 100 % добываемого угля с разрезов на главный железнодорожный узел, являющийся частью железнодорожной магистрали РЖД. Кроме того, расположение разрезов на расстоянии 5 км друг от друга позволяет осуществлять многие операции централизованно, что способствует сокращению накладных расходов и издержек.
По состоянию на 1 января 2011 года ресурсы угля компании по классификации JORC составляли 402 млн тонн по рядовому углю, а подтвержденные и вероятные запасы, подлежащие разработке в период 2011—2030 годов — 185 млн тонн.

### Показатели деятельности
В 2018 году общий объём реализованного компанией угля составил 16,27 млн тонн, из которых 13,23 млн тонн было произведено Компанией, а 3,04 млн тонн — перепродано после приобретения у других производителей угля. В 2018 году около 24 % от общего объёма продаж было реализовано на внутреннем рынке, а порядка 76 % направлено на экспорт, в основном, в страны Восточной Европы и Азиатско-Тихоокеанского региона.
По состоянию на 1 января 2019 года сбытовая сеть компании насчитывала более 67 точек продаж.
Выручка компании по МСФО за 2018 год увеличилась по сравнению с 2017 годом на 77 % и составила 68 479 млн руб. (2017: 38 662 млн руб.), EBITDA 18 составила 10 627 млн руб. (2017: 5 080 млн руб.), рентабельность EBITDA — 15,5 % (2017: 13,1 %), чистая прибыль — 6 023 млн руб. (2017: 2 104 млн руб.), рентабельность чистой прибыли — 8,8 % (2017: 5,4 %).